# Llista de peixos de l'Afganistan

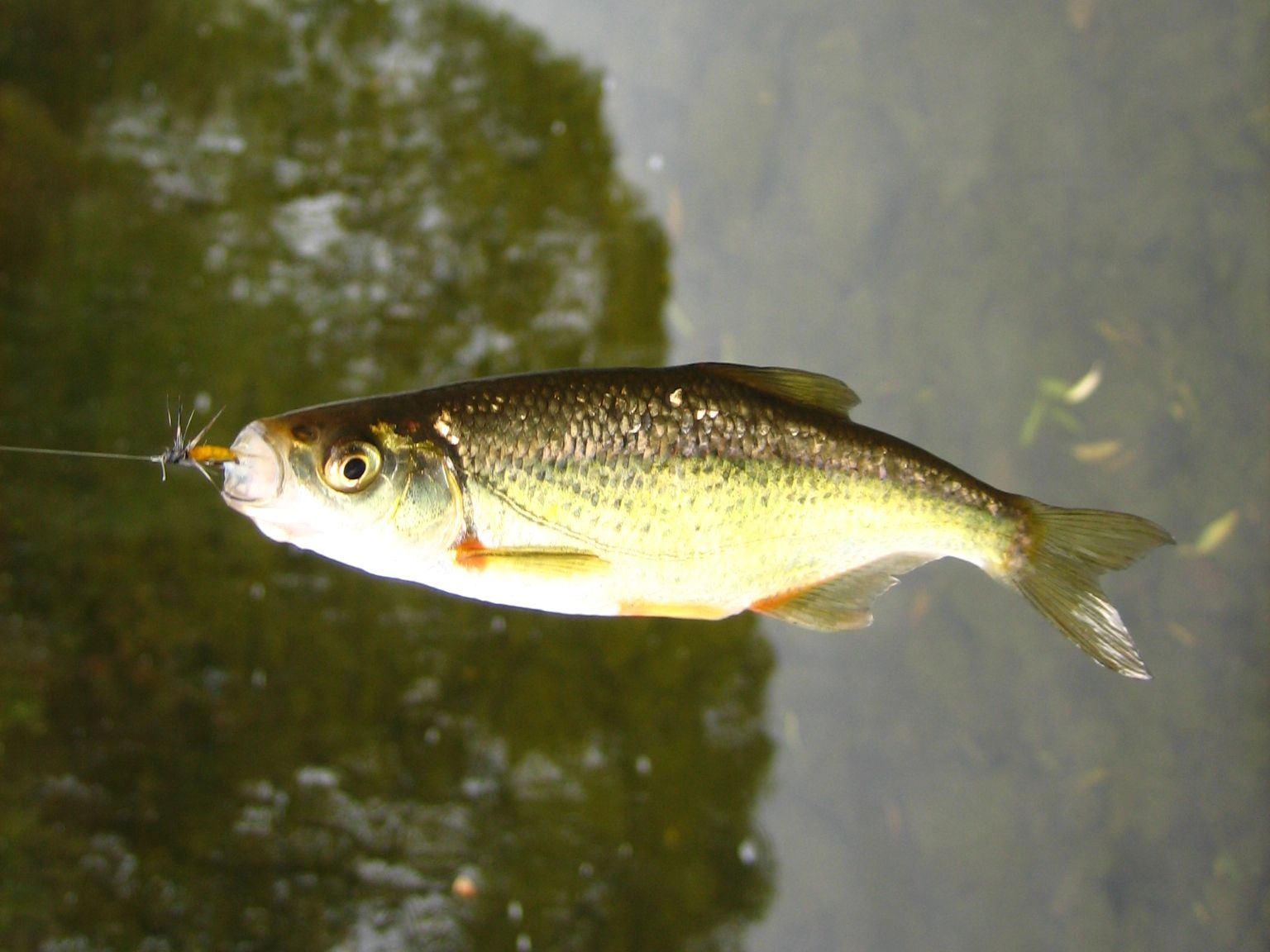
Alburnoides bipunctatus

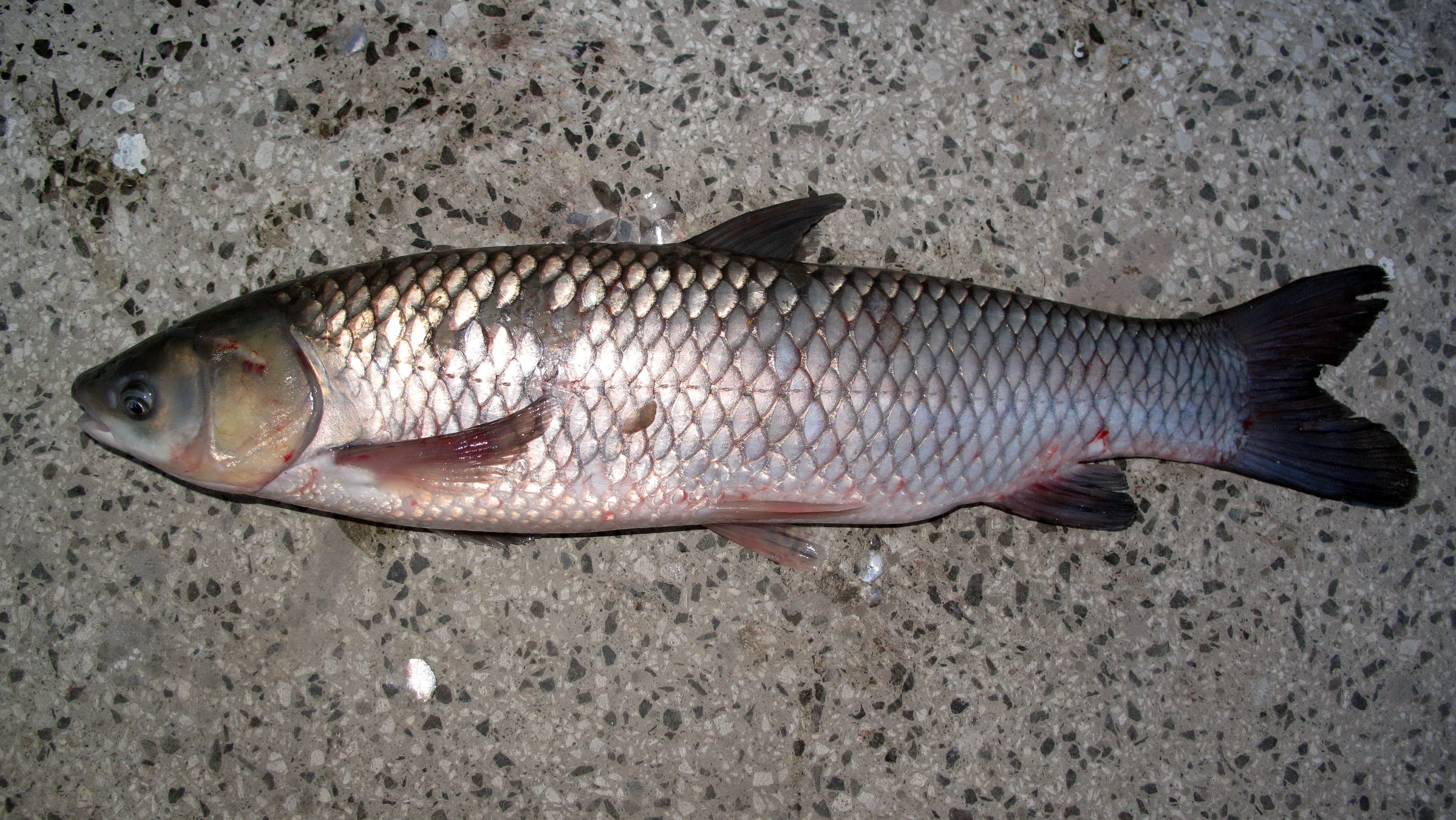
Ctenopharyngodon idella

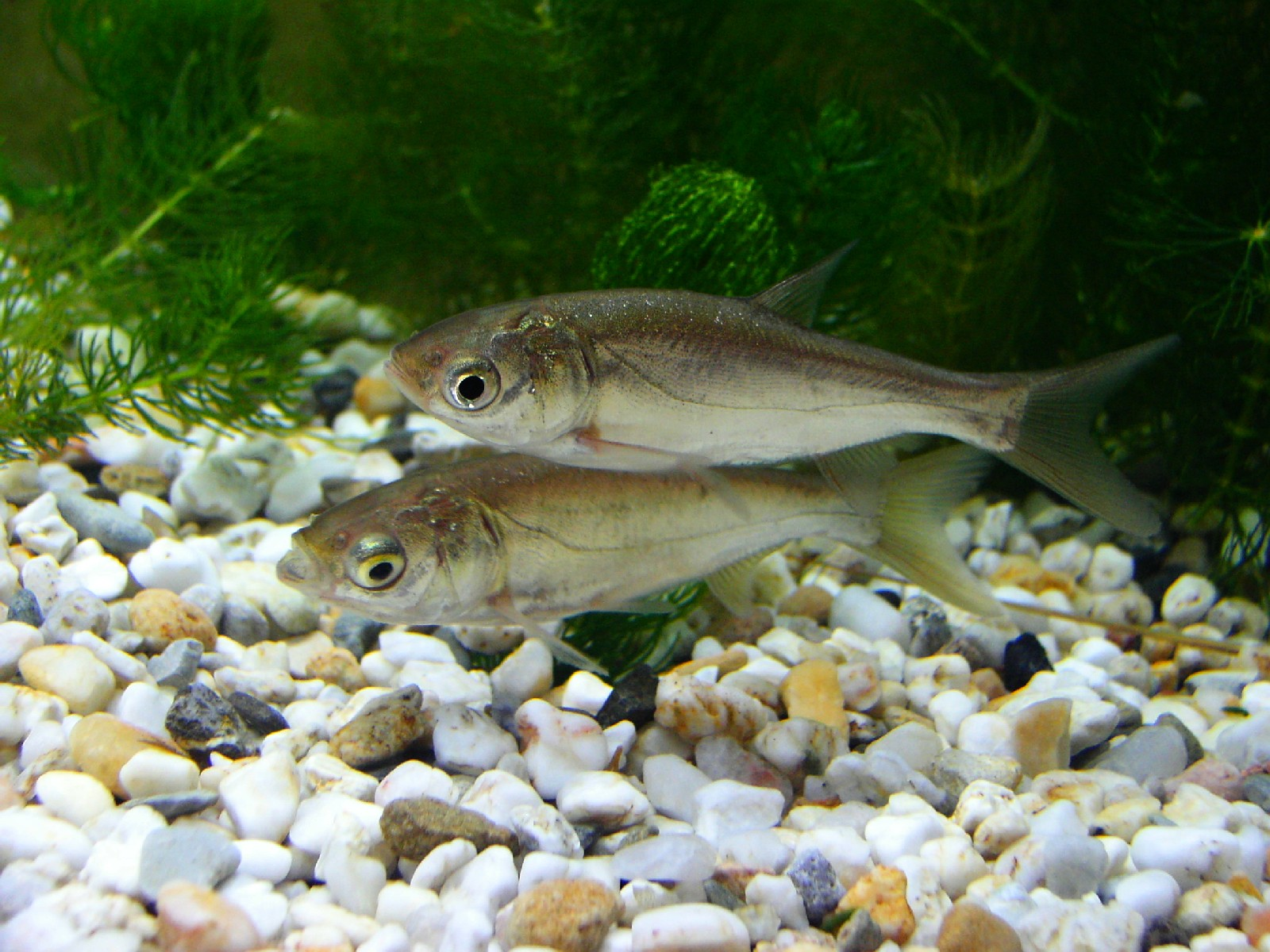
Hypophthalmichthys molitrix

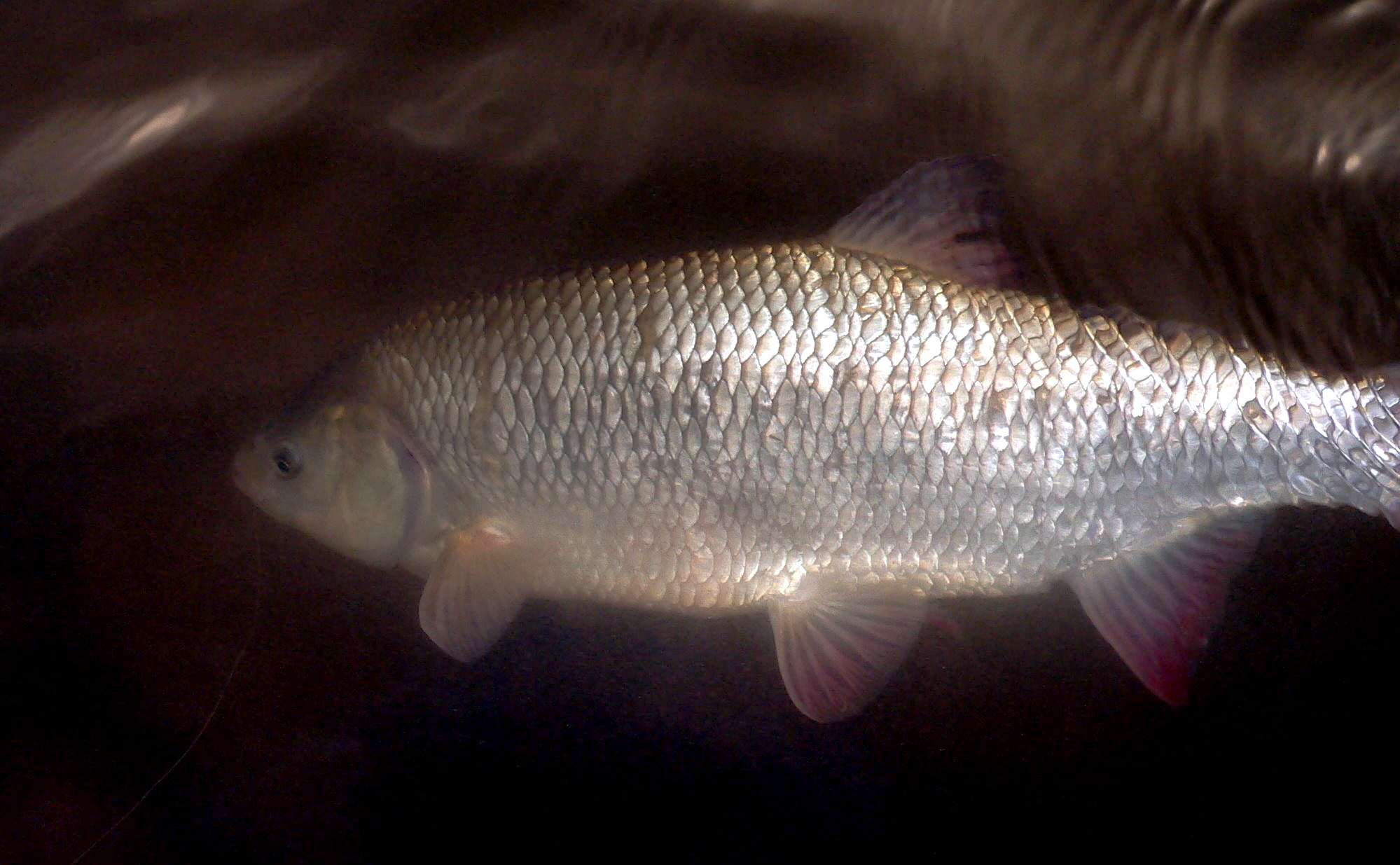
Leuciscus idus

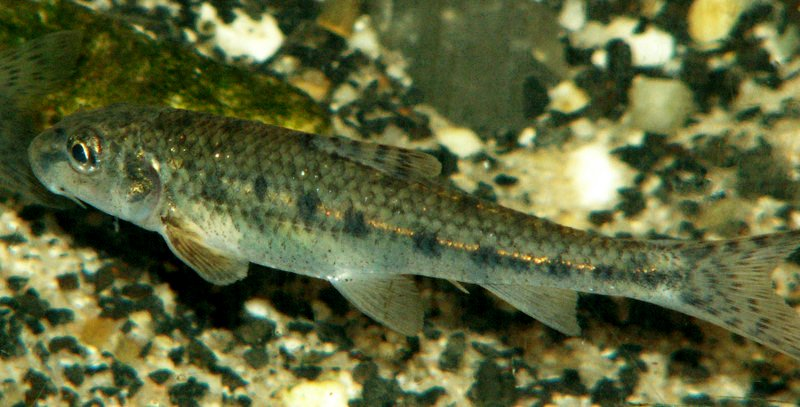
Gobio gobio

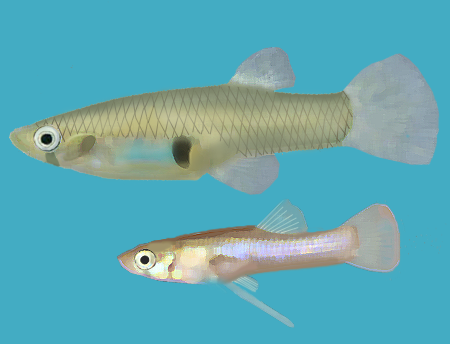
Gambusia holbrooki

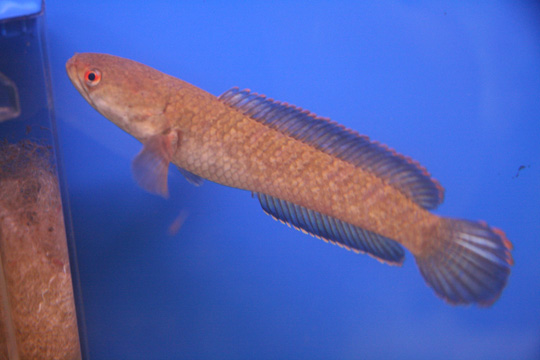
Channa gachua

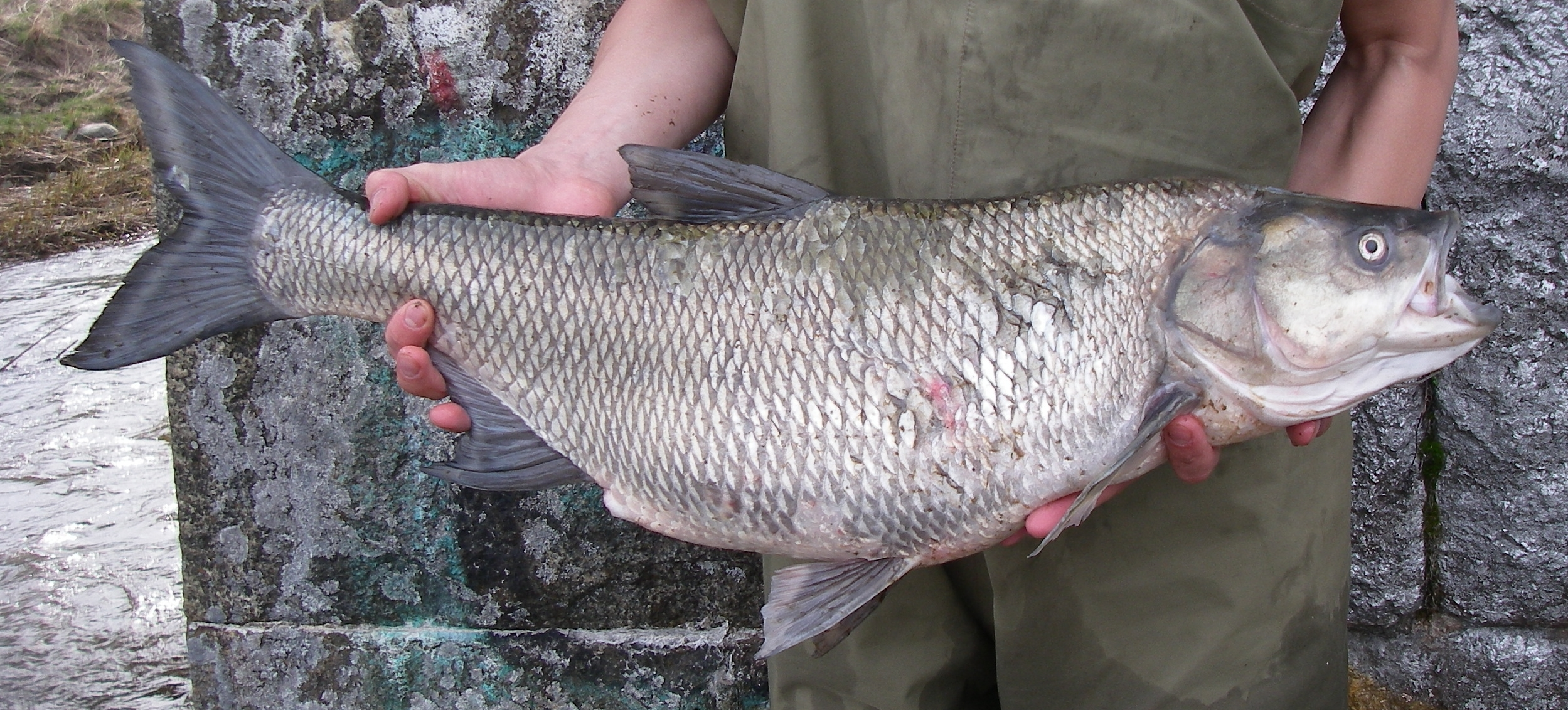
Aspius aspius

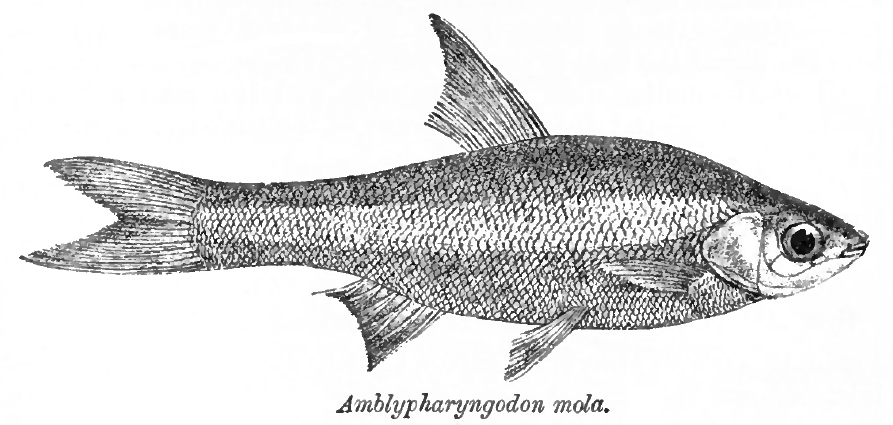
Amblypharyngodon mola

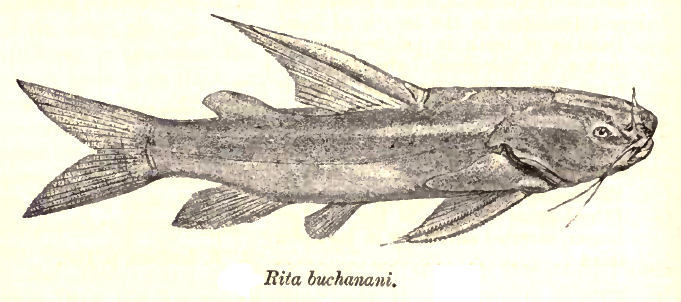
Rita rita

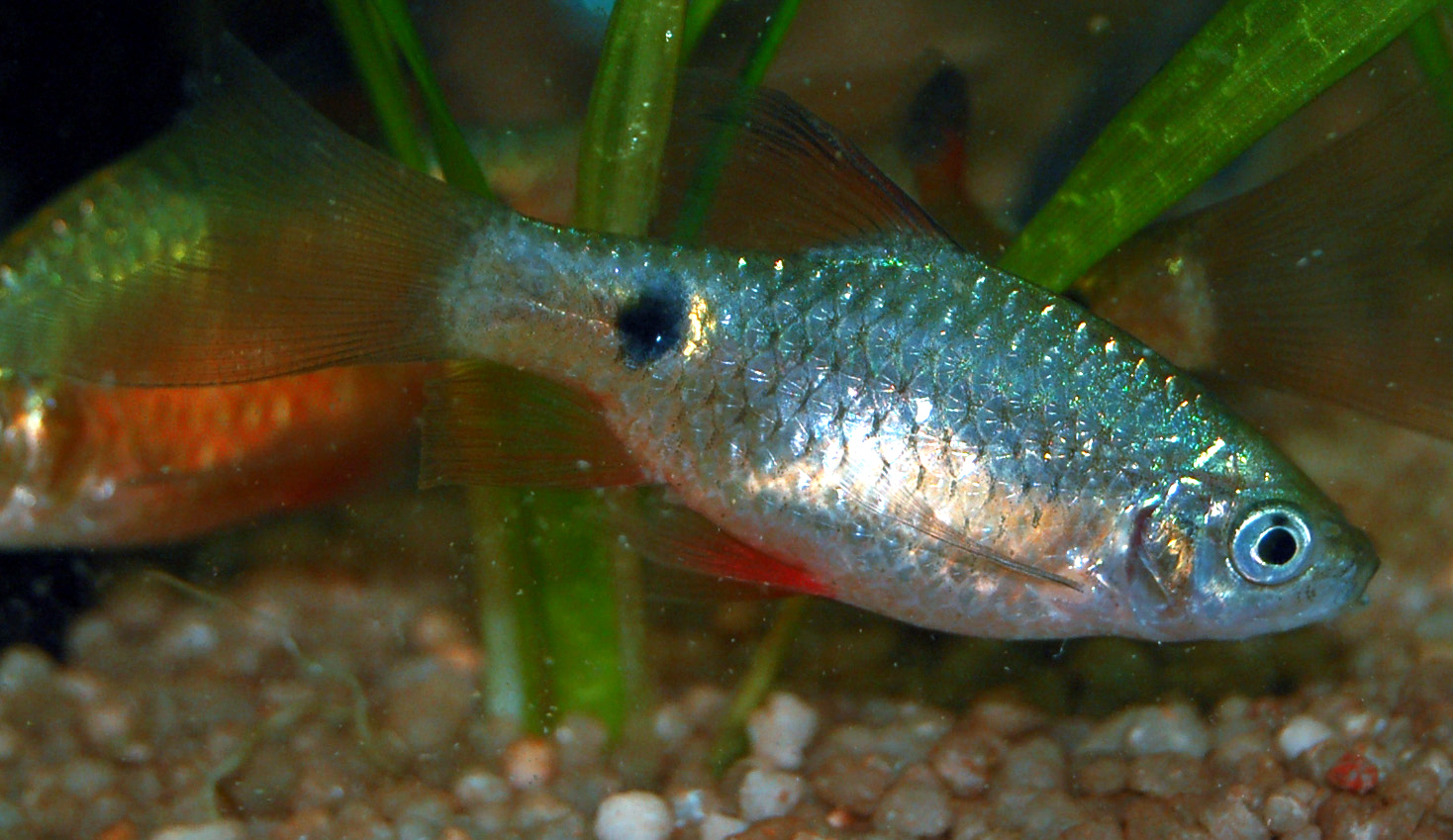
Puntius conchonius

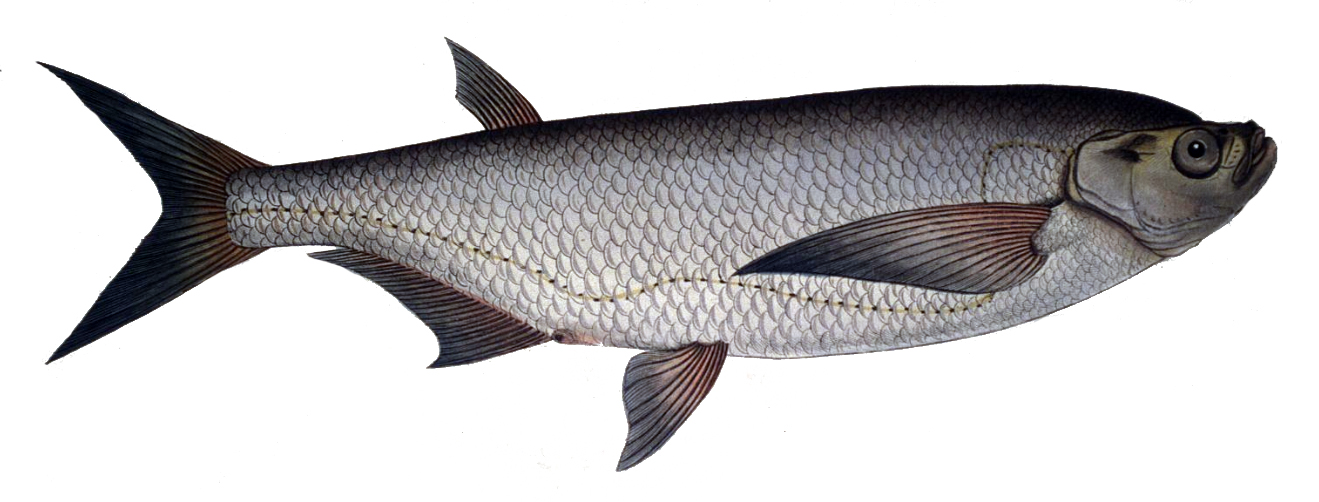
Pelecus cultratus

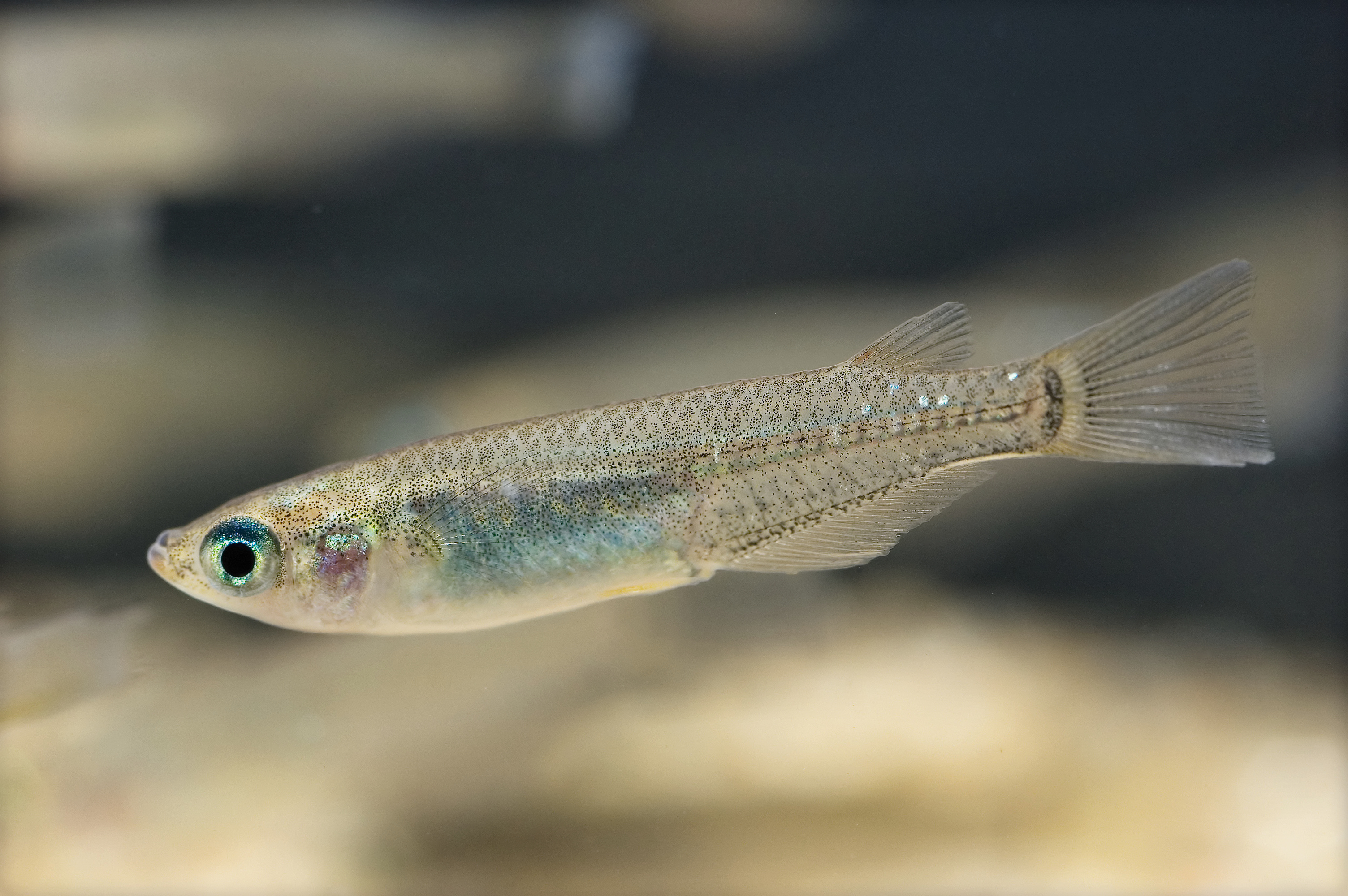
Oryzias latipes

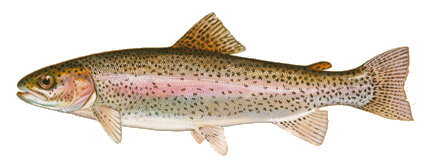
Truita arc de Sant Martí (Oncorhynchus mykiss)

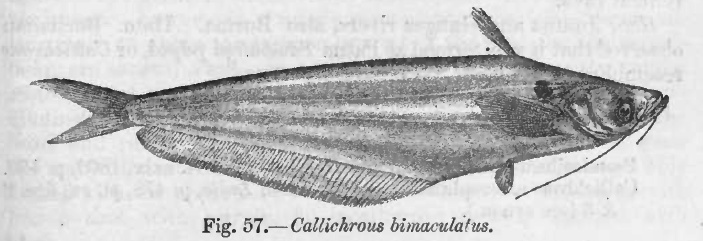
Ompok bimaculatus

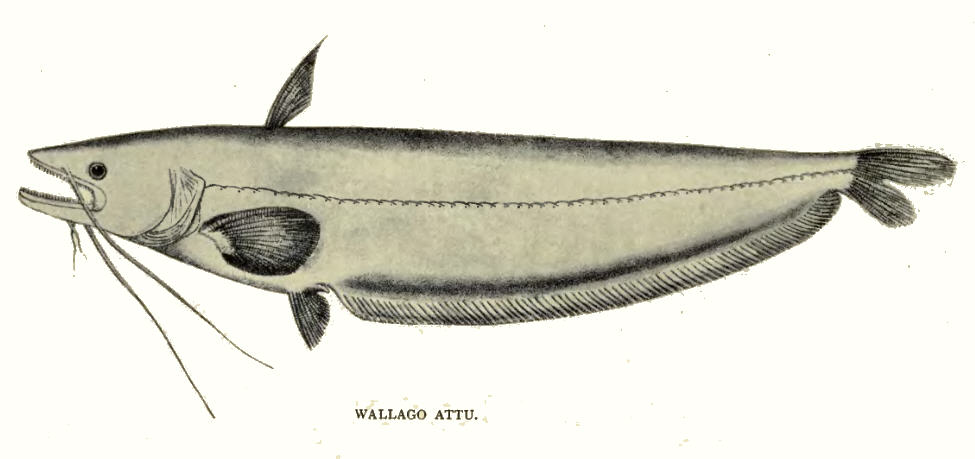
Wallago attu

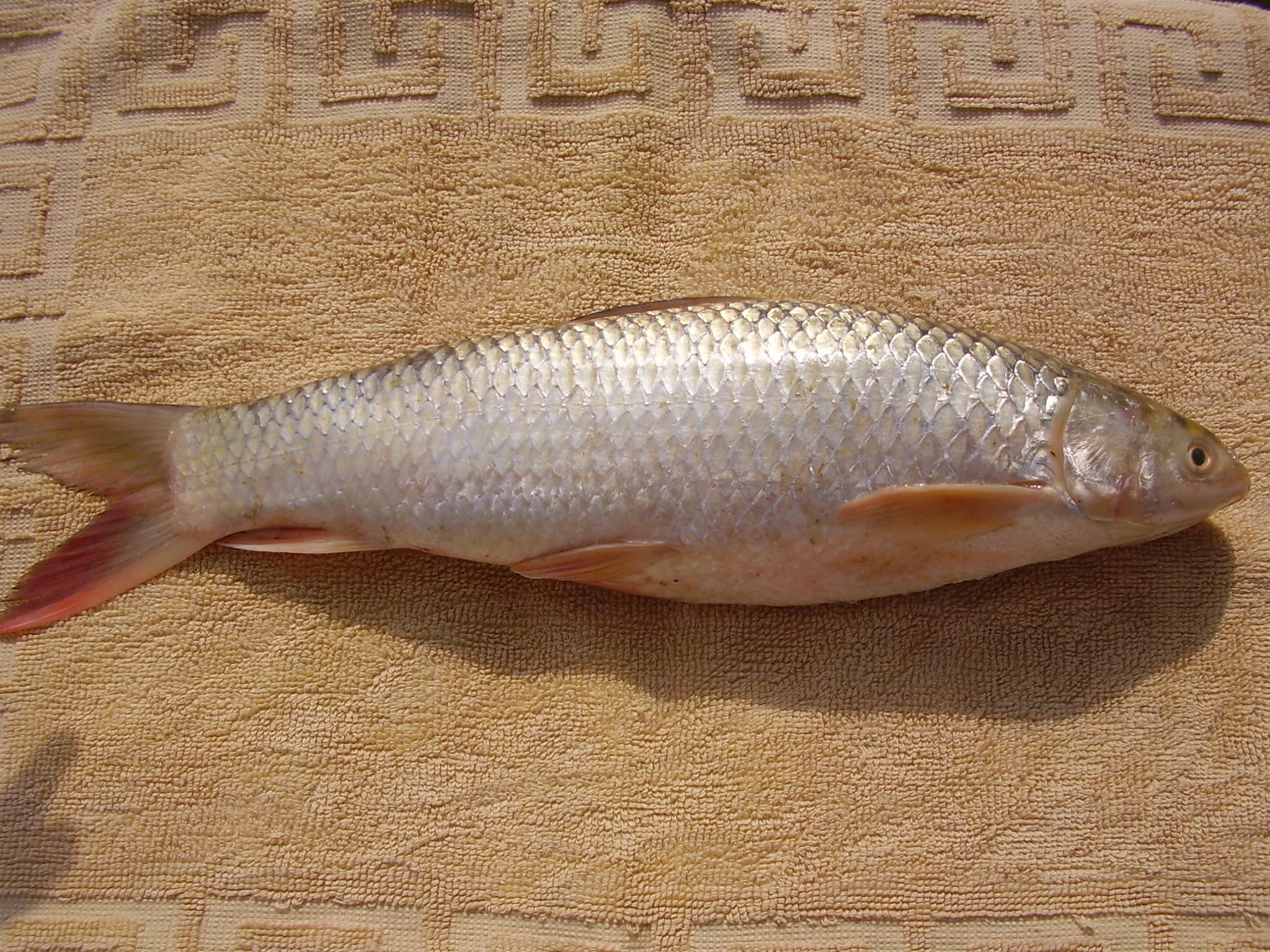
Tor putitora

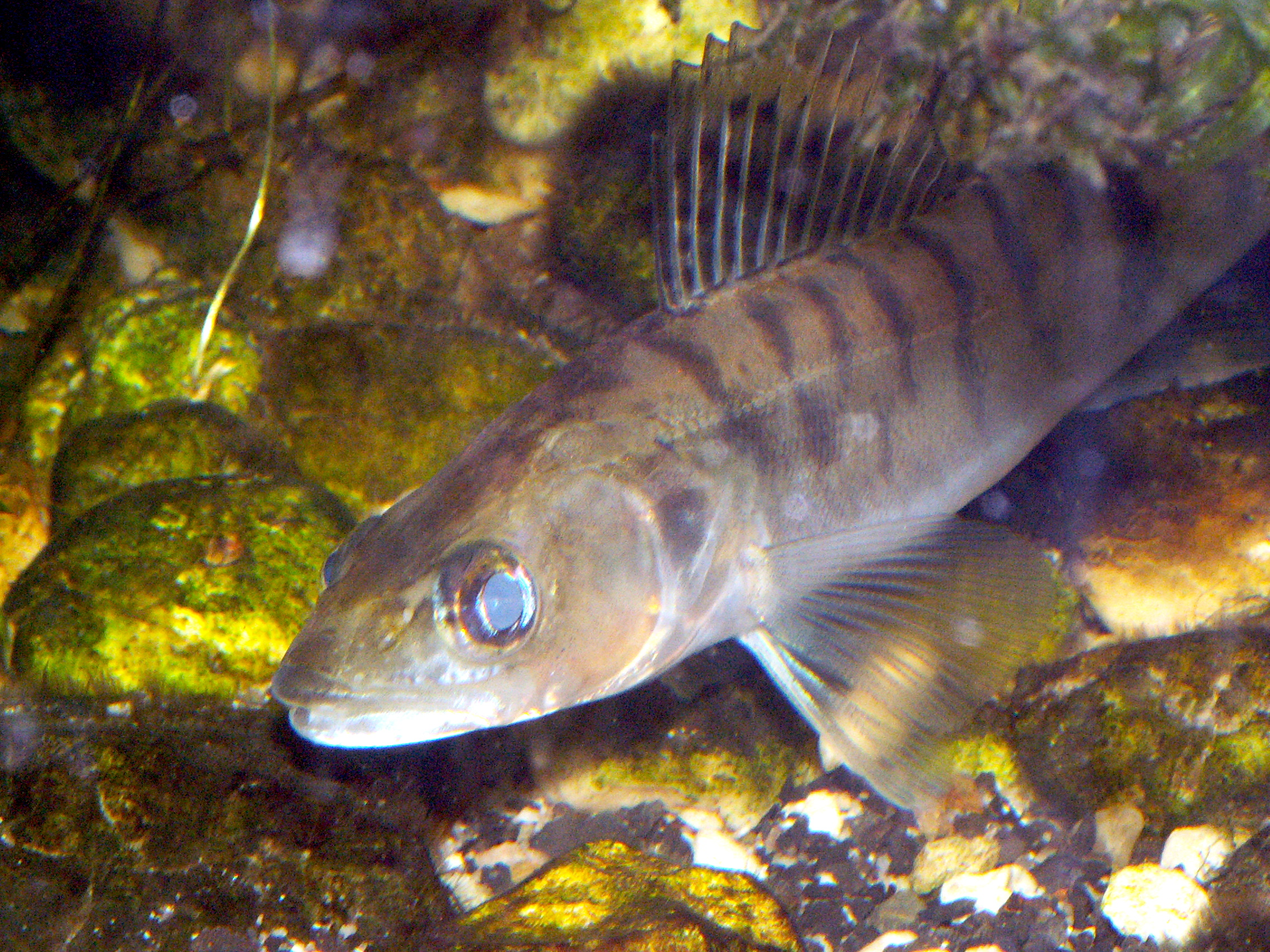
Sander lucioperca

Aquesta llista de peixos de l'Afganistan -incompleta- inclou 127 espècies de peixos que es poden trobar a l'Afganistan ordenades per l'ordre alfabètic de llur nom científic.

## A
- Abramis brama
- Acipenser nudiventris
- Alburnoides bipunctatus
- Alburnoides taeniatus
- Alburnus chalcoides
- Amblypharyngodon mola
- Aspidoparia jaya
- Aspidoparia morar
- Aspiolucius esocinus
- Aspius aspius

## B
- Ballerus ballerus
- Ballerus sapa
- Bangana ariza
- Bangana dero
- Bangana diplostoma
- Barilius vagra

## C
- Capoeta capoeta capoeta
- Capoeta fusca
- Capoetobrama kuschakewitschi kuschakewitschi
- Carassius auratus auratus
- Channa gachua
- Channa orientalis
- Channa punctata
- Clupisoma naziri
- Crossocheilus diplochilus
- Crossocheilus latius
- Ctenopharyngodon idella
- Cyprinion microphthalmum
- Cyprinion milesi
- Cyprinion watsoni
- Cyprinus carpio carpio

## D
- Devario devario
- Dzihunia amudarjensis'

## E
- Esomus danricus

## G
- Gambusia affinis
- Gambusia holbrooki
- Garra gotyla gotyla
- Garra rossica
- Garra rufa
- Glyptosternon akhtari
- Glyptosternon reticulatum
- Glyptothorax cavia
- Glyptothorax jalalensis
- Gobio gobio
- Gymnocephalus cernua

## H
- Hemiculter leucisculus
- Hemigrammocapoeta elegans
- Hypophthalmichthys molitrix
- Hypophthalmichthys nobilis

## I
- Iskandaria kuschakewitschi

## L
- Labeo angra
- Labeo dyocheilus
- Labeo gonius
- Labeo pangusia
- Leuciscus idus
- Leuciscus latus
- Leuciscus lehmanni
- Leuciscus leuciscus
- Luciobarbus brachycephalus
- Luciobarbus capito

## M
- Metaschistura cristata
- Mystus tengara

## N
- Nemacheilus baluchiorum
- Nemacheilus longicaudus
- Nemacheilus oxianus

## O
- Ompok bimaculatus
- Ompok canio
- Ompok pabda
- Oncorhynchus mykiss
- Oryzias latipes

## P
- Paracobitis boutanensis
- Paracobitis ghazniensis
- Paracobitis malapterura
- Paracobitis rhadinaeus
- Paraschistura alepidota
- Paraschistura kessleri
- Paraschistura lindbergi
- Paraschistura prashari
- Paraschistura sargadensis
- Pelecus cultratus
- Perca fluviatilis
- Pseudorasbora parva
- Pseudoscaphirhynchus hermanni
- Pseudoscaphirhynchus kaufmanni
- Pterocryptis afghana
- Ptychobarbus conirostris
- Pungitius platygaster
- Puntius conchonius
- Puntius sarana
- Puntius sophore

## R
- Rhinogobius similis
- Rhodeus sinensis
- Rita macracanthus
- Rita rita
- Rutilus rutilus

## S
- Sabanejewia aurata aurata
- Salmo trutta trutta
- Salmophasia bacaila
- Sander lucioperca
- Scardinius erythrophthalmus
- Schistura alta
- Schistura corica
- Schizocypris brucei
- Schizocypris ladigesi
- Schizopyge curvifrons
- Schizopygopsis stoliczkai
- Schizothorax edeniana
- Schizothorax esocinus
- Schizothorax labiatus
- Schizothorax microcephalus
- Schizothorax pelzami
- Schizothorax plagiostomus
- Schizothorax richardsonii
- Schizothorax zarudnyi
- Silurus glanis'
- Sperata seenghala

## T
- Tor putitora
- Triplophysa brahui
- Triplophysa choprai
- Triplophysa dorsalis
- Triplophysa farwelli
- Triplophysa griffithi
- Triplophysa kullmanni[1]
- Triplophysa stenura
- Triplophysa stoliczkai
- Triplophysa tenuis

## W
- Wallago attu[2]